# Cebrio levaillanti
Cebrio levaillanti là một loài bọ cánh cứng trong họ Cebrionidae. Loài này được Chevrolat miêu tả khoa học năm 1874.